# Utuado (Utuado)
Utuado es un barrio-pueblo ubicado en el municipio de Utuado en el Estado Libre Asociado de Puerto Rico. En el Censo de 2010 tenía una población de 5856 habitantes y una densidad poblacional de 1.901,61 personas por km².

## Geografía
Utuado se encuentra ubicado en las coordenadas 18°15′57″N 66°42′23″O / 18.26583, -66.70639. Según la Oficina del Censo de los Estados Unidos, Utuado tiene una superficie total de 3.08 km², de la cual 3.02 km² corresponden a tierra firme y (2.02%) 0.06 km² es agua.

## Demografía
Según el censo de 2010, había 5856 personas residiendo en Utuado. La densidad de población era de 1.901,61 hab./km². De los 5856 habitantes, Utuado estaba compuesto por el 92.62% blancos, el 2.94% eran afroamericanos, el 0.12% eran amerindios, el 0.17% eran asiáticos, el 0.15% eran isleños del Pacífico, el 2.36% eran de otras razas y el 1.64% pertenecían a dos o más razas. Del total de la población el 99.49% eran hispanos o latinos de cualquier raza.